# Prêmio Sharp de Música Brasileira de 1989
O Prêmio da Música Brasileira de 1989, também conhecido como Prêmio Sharp de Música de 1989, foi a segunda edição da premiação. A cerimônia aconteceu no dia 25 de abril de 1989,  no Golden Room do Copacabana Palace.
Houve mudanças em relação à primeira edição da premiação. Ao invés do anúncio antecipado, os vencedores só foram conhecidos no dia da cerimônia de entrega dos prêmios. O número de jurados foi reduzido de 25 para 20.

## Jurados[1]
- Amado Batista
- Antonio Cicero
- Aramis Millarch
- Arthur Moreira Lima
- Claudia Matarazzo
- Dominguinhos
- Dulce Quental
- Eduardo Araújo
- Hermínio Bello de Carvalho
- Joyce Moreno
- Lus Fernando Magliocca
- Maurício Kubrusly
- Mestre Marçal
- Nando Cordel
- Paulinho Braga
- Paulo Moura
- Tárik de Souza
- Thales Pan Chacon
- Zé Maurício Machline
- Zuza Homem de Mello

## Vencedores e indicados

### Homenageado
- Dorival Caymmi[3]

Os vencedores estão destacados em negrito.

### Categoria pop/rock
| Arranjador | Cantor                                             | Cantora                                                                          |
| --- | -------------------------------------------------- | -------------------------------------------------------------------------------- |
| - Portinho – 18 Anos sem Sucesso (de Joelho de Porco) - Ari Mendes – Prova de Amor (de Angela Ro Ro) - Léo Gandelman – Jogo de Ilusões (de Nico Rezende) | - Ed Motta - Fábio Fonseca - João Fígar            | - Rita Lee - Angela Ro Ro                                                        |
| Disco | Grupo                                              | Música                                                                           |
| - Cazuza – Ideologia - Ed Motta – Ed Motta & Conexão Japeri - Rita Lee – Zona Zen                                                                        | - Os Paralamas do Sucesso - Joelho de Porco - Luni | - Gal Costa – "Brasil" - Cazuza – "Faz Parte do Meu Show" - Cazuza – "Ideologia" |
| Revelação Masculina |                                                    |                                                                                  |
| - Ed Motta - Fábio Fonseca - João Fígar |                                                    |                                                                                  |

### Categoria MPB
| Arranjador | Cantor                                                  | Cantora                                               |
| --- | ------------------------------------------------------- | ----------------------------------------------------- |
| - Gilson Peranzzetta – Cartola 80 Anos (de Leny Andrade) - Toninho Horta – Amiga de Verdade                   | - Nelson Gonçalves - Emílio Santiago - Milton Gonçalves | - Nana Caymmi - Joyce Moreno - Leny Andrade           |
| Disco | Grupo                                                   | Música                                                |
| - Milton Nascimento – Miltons - Joyce Moreno – Preto Demais no Coração - Vários – Cartola - Bate Outra Vez... | - 14 Bis                                                | - Gonzaguinha – "É" - Maria Bethânia – "Tá Combinado" |
| Revelação Feminina                                                                                            |                                                         |                                                       |
| - Ná Ozzetti - Rosa Emília                                                                                    |                                                         |                                                       |

### Categoria samba
| Arranjador | Cantor                                                        | Cantora |
| --- | ------------------------------------------------------------- | --- |
| - Geraldo Vespar – Alma do Brasil (de Beth Carvalho) - Ivan Paulo – Voltei (de Elza Soares) - Rildo Hora – Festa da Raça (de Martinho da Vila) | - Roberto Ribeiro - Martinho da Vila - Neguinho da Beija-Flor | - Alcione - Beth Carvalho - Elza Soares                                                                           |
| Disco | Grupo                                                         | Música |
| - Martinho da Vila – Festa da Raça - Beth Carvalho – Alma do Brasil - Roberto Ribeiro – Roberto Ribeiro                                        | - Fundo de Quintal - Só Preto sem Preconceito                 | - Beth Carvalho – "Além da Razão" - Beth Carvalho – "Sete Chaves" - Martinho da Vila – "Kizomba: A Festa da Raça" |
| Revelação Masculina |                                                               | |
| - Royce do Cavaco |                                                               | |

### Categoria canção popular
| Arranjador | Cantor                                     | Cantora                                                                      |
| --- | ------------------------------------------ | ---------------------------------------------------------------------------- |
| - Eduardo Assad – Martinha (de Martinha) - Eduardo Assad – Jerry (de Jerry Adriani) - Lincoln Olivetti – Sandra de Sá (de Sandra de Sá)   | - Tim Maia - Jerry Adriani - Wando         | - Sandra de Sá - Claudia Telles - Rosana                                     |
| Disco | Grupo                                      | Música                                                                       |
| - Sandra de Sá – Sandra de Sá - Carlinhos Trumpete, Lady Zu, Luís Vagner, Tony Bizarro e Tony Tornado – Alma Negra - Rosana – Vício Fatal | - Roupa Nova - Placa Luminosa - The Fevers | - Tim Maia – "Cabeça Feita" - Sandra de Sá – "Tempo" - Tim Maia – "Carinhos" |
| Revelação Feminina | Revelação Masculina                        |                                                                              |
| - Solange - Thyna Ramos | - Ricardo Bomba - Junno                    |                                                                              |

### Categoria regional
| Arranjador | Cantor                                                                | Cantora                                             |
| --- | --------------------------------------------------------------------- | --------------------------------------------------- |
| - Chiquinho do Acordeom – É Isso Aí! Simples Como a Vida (de Dominguinhos) - Rildo Hora – Rela-Bucho (de Genésio Tocantins) - Sivuca – Puro Prazer (de Nando Cordel) | - Sérgio Reis - Dominguinhos - Genésio Tocantins                      | - Carmen Silva - Fátima Leão - Margareth Menezes    |
| Disco | Dupla                                                                 | Grupo                                               |
| - Luiz Gonzaga – Aí Tem - Elomar, Geraldo Azevedo, Vital Farias e Xangai – Cantoria 2 - Fagner – Gonzagão & Fagner                                                   | - Tonico & Tinoco - Milionário & José Rico - Pena Branca & Xavantinho | - Obina Shok - Olodum - Os Monarcas                 |
| Música | Revelação Feminina                                                    | Revelação Masculina                                 |
| - Dominguinhos – "Remelexo" - Genésio Tocantins – "Forrobodó" - Pena Branca & Xavantinho – "Mulheres da Terra"                                                       | - Fátima Leão - Margareth Menezes                                     | - Genésio Tocantins - Messias Lima - Ricardo Chaves |

### Categoria instrumental
| Arranjador                                                                                      | Disco                                                                                               | Grupo                                                                              |
| ----------------------------------------------------------------------------------------------- | --------------------------------------------------------------------------------------------------- | ---------------------------------------------------------------------------------- |
| - César Camargo Mariano – Mitos - Léo Gandelman – Ocidente - Marco Pereira – Círculo das Cordas | - Cama de Gato – Guerra Fria - Baden Powell – Violão em Seresta - Miguel Proença – Piano Brasileiro | - Nó em Pingo d'Água - Idriss Boudrioua Quinteto - Orquestra de Câmara de Blumenau |
| Solista                                                                                         | Música                                                                                              | Revelação Masculina                                                                |
| - Baden Powell - Egberto Gismonti - Hermeto Pascoal                                             | - Hermeto Pascoal – "Pixitotinha"                                                                   | - Charles Gonçalves - Charles Franz - Paulo Rafael                                 |

### Categoria infantil
| Disco | Música |
| --- | --- |
| - Grupo Rumo – Quero Passear - Trem da Alegria – Trem da Alegria - Turma do Balão Mágico – A Nova Turma do Balão Mágico | - Grupo Rumo – "A Noite do Castelo" - Atchim & Espirro – "O Circo da Alegria" - Turma do Balão Mágico – "A Bruxinha" |

### Categoria clássico
| Disco                               |
| ----------------------------------- |
| - Arthur Moreira Lima – Villa-Lobos |

### Categoria especial
| Música do ano                                                                 | Projeto visual |
| ----------------------------------------------------------------------------- | --- |
| - Gal Costa – "Brasil" - Cazuza – "Faz Parte do Meu Show" - Gonzaguinha – "É" | - OZ Desenhos & Associados – LP Guerra Fria (de Cama de Gato) - OZ Desenhos & Associados – LP Por Diferentes Caminhos (de Hermeto Pascoal) - Luiz Fernando Borges da Fonseca – LP Quem Não Vive Tem Medo da Morte (de Ney Matogrosso) |